# Кватро Ванеле (Трапани)
Кватро Ванеле је насеље у Италији у округу Трапани, региону Сицилија.
Према процени из 2011. у насељу је живело 82 становника. Насеље се налази на надморској висини од 18 м.